# Белаковић
Белаковић је старо српско презиме, али веома ретко. Потиче од имена Белак које је потврђено 1485. године.
Белаковићи су били у племену Пјешивци у Црној Гори са хронолошком потврдом из 1455. године, у селу Врбици (Јасеница, Србија), пореклом из Сјенице. Белаковићи су се након Велике сеобе Срба која се одиграла почетком 1690. године, током Великог бечког рата, настанили у брдима надомак манастира Студеница, да би се након извесног времена један део Белаковића настанио близу Братунца у данашњој Република Српска.
Крсна слава Белаковића је Свети Никола.
Белаковићи данас у највећем броју живе у градовима и селима Рашког округа, претежно Краљево и Студеница.